# Sukarara (Jonggat)
Sukarara is een bestuurslaag in het regentschap Centraal-Lombok van de provincie West-Nusa Tenggara, Indonesië. Sukarara telt 8645 inwoners (volkstelling 2010).